# Хейли, Кевин
Кевин Бернард Хейли (англ. Kevin Bernard Haley; род. 21 октября 1963,  США) — американский убийца, основной подозреваемый в совершении серии убийств как минимум 8 девушек и женщин, которые были убиты на территории  Лос-Анджелеса в период с 1982 года по 1984 год. Большую часть преступлений Кевин Хейли совершил совместно со своим старшим братом Реджинальдом Хейли. В 1988 году Кевин Хейли был приговорен к смертной казни.

## Биография
О ранних годах жизни Кевина Хейли известно крайне мало. Известно, что Кевин родился в 1963 году на территории США. В 1970-х его семья оказалась в Лос-Анджелесе (штат Калифорния), где Кевин совместно со своим старшим братом Реджинальдом (род. 1960) начал вести криминальный образ жизни, зарабатывая на жизнь кражами. В начале 1980-х по версии следствия из-за употребления кокаина,  братья Хейли начали страдать наркотической зависимостью, после чего в Лос-Анджелесе произошла серия убийств.

## Разоблачение
Кевин Хейли был арестован на территории Лос-Анджелеса 28 сентября 1984 года по обвинению в совершении кражи со взломом. Он был допрошен в связи с причастностью к совершению убийства Долорес Клемент. Хейли не признал свою вину и впоследствии был освобождён из-под стражи. В этот период результаты криминалистическо-дактилоскопической экспертизы установили, что его отпечатки пальцев были обнаружены в доме, где была убита женщина, на основании чего Кевин Хейли 9 октября 1984 года был арестован в своем доме по обвинению в совершению убийства и изнасилования 55-летней Долорес Клемент, которая была найдена мертвой в своем доме 27 сентября 1984 года. Ему также были предъявлены обвинения в изнасиловании и убийстве 56-летней ЛаВерн Столзи, которая была обнаружена мёртвой в своём доме  25 июня 1984 года. В ходе расследования, прокуратура округа Лос-Анджелес на основании свидетельских показаний, результатов криминалистическо-баллистических экспертиз, результатов обыска в их домах и автомобилях, заявила что братья Хейли являются подозреваемыми в совершении как минимум 8 убийств,  около 500 краж со взломом и в совершении как минимум 60 нападений на женщин, сопряжённых с изнасилованиями, которые произошли в Лос-Анджелесе в период с 1979 по 1984 год преимущественно в районах Венис и Уилшир. На допросах Кевин и Реджинальд Хейли под давлением вещественных доказательств частично признали свою причастность к совершению краж со взломом и нападений на женщин, но категорически настаивали на своей невиновности в совершении убийств. К 9 ноября 1984 года Кевин Хейли признался в совершении шести изнасилований и 53 краж со взломом, по словам детективов полиции Лос-Анджелеса Вуди Паркса и Джима Маккейна. .
По версии следствия Кевин Хейли несёт ответственность за совершение следующих убийств:
- 88-летняя Т. Окаучи, которая была ограблена и забита до смерти 4 августа 1984 года.
- 78-летняя Д. Робинофф, которая была изнасилована и забита до смерти в своём доме 20 апреля 1984 года.
- 90-летняя Изабель Бэкстон, которая была ограблена и забита до смерти в своём доме на территории района Венис-Бич 20 апреля 1983 года.
- 15-летняя Джоди Сэмюэлс, которая была ограблена и застрелена  днём 12 мая 1984 года. По версии следствия девушка ждала прибытия школьного автобуса на автобусной остановке, когда на неё совершил нападение Кевин Хейли.
- 89-летняя Элизабет Карп, которая была изибита и задушена
- 79-летняя Элизабет Бернс, которая была изнасилована и убита в 1979 году на территории Беверли-Хиллз.

Шеф полиции Лос-Анджелеса Дэрил Гейтс на пресс-конференции в ноябре 1984 года что это были одни из самых жестоких убийств, совершённых в отношении пожилых женщин в истории Лос-Анджелеса.

## Суд
Брат Кевина — Реджинальд Хейли в 1987 году был осуждён за  за серию изнасилований, похищений, грабежей и краж со взломом, после получил в качестве уголовного наказания пожизненное лишение свободы с правом условно-досрочного освобождения по отбытии 30 лет тюремного заключения. Кевину Хейли в конечном итоге были предъявлены обвинения в совершении убийств Джоди Сэмюэлс, Долорес Клемент и Лаверн Столзи. Судебный процесс открылся в мае 1988 года и продлился всего три недели. Во судебного разбирательства  присяжные прослушали запись признания Кевина Хейли в совершении убийства Долорес Клемента и увидели нарисованную им схему места преступления. Кроме этого, вещественным доказательством. изобличающем его в совершении убийства — явились его отпечатки пальцев, обнаруженные на месте преступления. 6 июня 1988 года Кевин Хейли членами жюри присяжных заседателей был признан виновным в совершении изнасилования и убийства Долорес Клемент. Присяжные, которые начали обсуждение 24 мая, зашли в тупик по вопросу о том, убил ли Хейли 56-летнюю Лаверну Столзи, в связи с чем проголосовали 9 голосами против 3 за оправдательный приговор по делу об убийстве Столзи из-за отсутствия очевидных улик, изобличающих его в совершении убийства. На основании вердикта о виновности, суд приговорил Кевина Хейли к смертной казни в сентябре того же года.

## В заключении
После осуждения, Кевин Хейли был этапирован для отбытия уголовного наказания в камеру смертников тюрьмы Сан-Квентин. Проведя в ней 16 лет, Хейли при содействии своих адвокатов подал апелляцию в 2004 году, которая была удовлетворена. Хейли утверждал, что во время убийства Долорес Клемент он не имел намерения её убивать и совершил непреднамеренное убийство, случайно  задушив её, чтобы она не закричала после того, как обнаружила, что он грабит её дом, что согласовалось с отчётом о вскрытии. Хейли утверждал также о том, что сделал признательные показания недобровольно, с нарушением его прав Миранды, будучи под давлением арестовавшего его детектива, угрожавшего его убить и будучи в состоянии наркотического опьянения. Однако суд постановил, что доказательств этому предоставлено не было, тем не менее он отменил смертный приговор Кевину Хейли 27 августа 2004 года, после чего Кевину было назначено новое судебное разбирательство.
Однако на повторном судебном процессе прокуратура округа Лос-Анджелес отказалась предъявлять ему обвинение в непредумышленном убийстве и снова предъявила ему обвинение в совершении убийства 1-й степени, сопряжённым с изнасилованием. Кевин Хейли снова был признан виновным и приговорен к смертной казни, после чего вернулся в камеру смертников тюрьмы Сан-Квентин. В начале 2010-х было проведено ДНК-тестирование биологических следов, обнаруженных на теле Лаверн Столзи, по обвинению в убийстве которой Хейли был оправдан в 1988 году. Результаты ДНК-экспертизы установили, что генотипический профиль преступника совпал с генотипическим профилем Кевина Хейли, благодаря чему Лаверн Стлзи официально была признана его  жертвой, после чего  представители прокуратуры округа Лос-Анджелес подали апелляцию на отмену оправдательного приговора Хейли в вышестоящие судебные инстанции с целью проведения нового судебного разбирательства, которая была удовлетворена. В 2014 году Кевин хейли снова покинул территорию тюрьмы и вернулся в Лос-Анджелес, где состоялся судебный процесс по обвинению его в совершении убийства Лаверн Столци. 8 октября 2014 года 50-летний Кевин Хейли был признан виновным в совершении убийства женщины, после чего получил свой второй по счёту смертный приговор. Он отказался от услуг адвоката, предоставленного ему государством и защищал сам себя на судебном процессе, однако он не представил никаких смягчающих обстоятельств совершения убийства, не признал свою вину и не выступил с заключительным аргументом на этапе наказания по его делу, на котором присяжные отклонили вариант рекомендовать его приговорить к пожизненному заключению без возможности условно-досрочного освобождения. Также прокуратура округа Лос-Анджелес планировала предъявить ему обвинения в совершении убийства 15-летней Джоди Сэмюэлс и нападении на Уилму Гелбер, которая получила огнестрельные ранения за 75 минут до убийства Джоди Сэмюэлс в тот же день. Судебно-медицинский эксперт, проводивший вскрытие тела Сэмюэлс, заявил впоследствии что пуля, извлечённая из затылка девочки, и пуля, извлечённая из тела Уилмы Гербер — были выпущены из одного и того же оружия. Однако орудие убийства после ареста Хейли во время обыска его апартаментов и автомобиля — найдено не было, а свидетель убийства Джоди Сэмюэлс — не смог идентифицировать Кевина в качестве убийцы девочки, вследствие чего никаких других обвинений Хейли в дальнейшие годы предъявлено так и не было.
В марте 2019 года губернатор штата Калифорния Гэвин Ньюсом подписал указ о введении моратория на исполнения смертных приговоров в штате Калифорния. На тот момент в камере смертников тюрьмы Сан-Квентин находилось 737 осуждённых, которые вследствие моратория никогда уже не будут казнены, а смертный приговор в соответствии с указом губернатора в последующие годы им должен быть отменён и заменён на уголовное наказание в виде пожизненного лишения без права на условно-досрочное освобождение. По состоянию на июль 2023 года, 59-летний Кевин Хейли жив и продолжает отбывать уголовное наказание в тюрьме Сан-Квентин. Его брат, 63-летний Реджинальд Хейли также по состоянию на июль 2023 года жив и отбывает своё уголовное наказание в тюрьме «California Health Care Facility». В феврале 2019 года, отбыв в тюремном заключении более 31 года, Реджинальд Хейли подал ходатайство об условно-досрочном освобождении, но ему было отказано и запрещено подавать подобные ходатайства до 2022 года. В феврале 2022 года он подал второе своё ходатайство, которое также было отклонено и он остался в тюрьме.